# DAZN
DAZN je britanska platforma za streaming i zabavu putem OTT-a. Osnovana 2007. godine kao „Perform Group” spajanjem „Premium TV Limited” i „Inform Group”, u vlasništvu je „Access Industries”, investicijske grupe koju je osnovao Sir Len Blavatnik, a sjedište joj je u Londonu, Engleska. Shay Segev je izvršni direktor DAZN-a od siječnja 2021. godine. Neizvršni direktori su: Lincoln Benet, John Gleasure i Guillaume D’Hauteville.
Platforma DAZN osnovana je 2015. godine i emitira sport uživo i na zahtjev u preko 200 zemalja širom svijeta sa snažnim prisustvom u Italiji, Španjolskoj, Njemačkoj, Japanu, Francuskoj, Portugalu, Belgiji, Tajvanu, Sjedinjenim Američkim Državama i Kanadi, gdje ima ključna domaća prava na emitiranje. Smatra se najvećim europskim digitalnim sportskim emiterom s preko 75 programskih prava. Od 2023. godine, servis ima 20 milijuna plaćenih pretplatnika širom svijeta.
Osim streaminga, DAZN se od tada proširio na klađenje uživo, igre, e-trgovinu, robu i prodaju ulaznica, a prvobitno se bavio distribucijom sadržaja, pretplatama, oglašavanjem i sponzorstvom, te tehnologijom i produkcijom, a također posjeduje značajan manjinski udio u vodećem nogometnom portalu „Goal” nakon što je TPG-jeva „Integrated Media Company” (IMC) stekla većinski udio 2020. godine.

## Vanjske poveznice
- Internetska stranica DAZN-a